# Чорлтон, Том
То́мас Чо́рлтон (англ. Thomas Chorlton; 9 апреля 1890, Стокпорт — 4 марта 1948, Манчестер), более известный как Том Чо́рлтон (англ. Tom Chorlton) — английский футболист, выступавший на позиции защитника.

## Футбольная карьера
Уроженец Хитон Мерси (Стокпорт, Чешир), Том Чорлтон играл за молодёжные команды «Хитон Мерси Джуниорс» и «Нортенден». В 1899 году стал игроком «Стокпорт Каунти», дебютировал в основном составе в 1900 году. Провёл за клуб 27 игр в лиге. В 1902 году перешёл в «Аккрингтон Стэнли», выступал за клуб до 1904 года.
15 мая 1904 года перешёл в «Ливерпуль». Его дебют в основном составе «Ливерпуля» состоялся 24 сентября 1904 года в матче Второго дивизиона против «Линкольн Сити». Через месяц забил свой первый гол за «Ливерпуль» в игре против «Гримсби Таун». Выступал за клуб на протяжении семи сезонов, сыграв 121 матч и забив 8 голов. Почти все свои голы забил с одиннадцатиметровой отметки, так как долгое время был штатным пенальтистом команды.
В августе 1912 года перешёл в «Манчестер Юнайтед». Его дебют в основном составе «Юнайтед» состоялся 11 октября 1913 года в игре Первого дивизиона против «Бернли». Всего провёл за клуб 4 матча в сезоне 1913/14. В августе 1914 года перешёл в «Стейлибридж Селтик». Дальнейшая его карьера была прервана войной. После завершения войны в профессиональный футбол не играл, однако на протяжении нескольких лет работал в тренерском штабе «Манчестер Сити».

## Достижения
Ливерпуль
- Чемпион Второго дивизиона: 1904/05